# Guraleus savuensis
Guraleus savuensis é uma espécie de gastrópode do gênero Guraleus, pertencente a família Mangeliidae.